# Ambtsbericht
Ambtsberichten worden door de Nederlandse minister voor Vreemdelingenzaken en Integratie gebruikt als informatiebron bij de beoordeling van asielverzoeken.
Een algemeen ambtsbericht is in Nederland een rapport van de minister van Buitenlandse Zaken aan de minister voor Vreemdelingenzaken en Integratie, met informatie over de situatie in een land van herkomst van asielzoekers. Het betreft in elk geval de politieke, de veiligheids- en de mensenrechtensituatie aan de orde. Soms wordt ook ingegaan op de positie van bepaalde risicogroepen, zoals etnische minderheden. Aan het einde van het ambtsbericht wordt ingegaan op de vraag of terugkeer van afgewezen asielzoekers verantwoord is, en er wordt een overzicht gegeven van het gevoerde terugkeerbeleid in andere EU-lidstaten.
Een algemeen ambtsbericht wordt door de Immigratie- en Naturalisatiedienst (IND) gebruikt om te beoordelen of in een individueel geval sprake is van vluchtelingschap. De minister gebruikt de ambtsberichten om vast te stellen hoe het asielbeleid betreffende bepaalde landen van herkomst moet zijn.
Naast algemene ambtsberichten bestaan er ook individuele ambtsberichten. Dit zijn rapporten die specifiek over één individuele asielaanvraag gaan. In deze rapporten wordt ingegaan op feiten en omstandigheden die een individuele asielzoeker in zijn asielrelaas aanvoert. In het land van herkomst wordt nagegaan of die omstandigheden kloppen, hetgeen leidt tot een weergave van de bevindingen in een individueel ambtsbericht.
Vanuit de asieladvocatuur en van de zijde van mensenrechtenorganisaties bestaat veel kritiek op de kwaliteit van de ambtsberichten. De algemene ambtsberichten zouden stelselmatig een te rooskleurig beeld van de omstandigheden geven. De individuele ambtsberichten zouden niet altijd betrouwbaar zijn doordat de bronnen waarop de informatie gebaseerd is zelden wordt vrijgegeven. In voorkomende gevallen heeft de rechter echter wel inzage in de bronnen.